# Aqua Timez FINAL LIVE「last dance」 (Aqua Timezのアルバム)
『Aqua Timez FINAL LIVE 「last dance」』（アクアタイムズ・ファイナル・ライブ・ラストダンス）は、Aqua Timezの2枚目のライブ・アルバム。2019年3月27日にEpic Records Japanから発売された。

## 概要
2018年11月18日に横浜アリーナにて開催され13,000人を動員・チケットが即完売となったAqua Timezの解散前最後のライブを全曲ノーカットで収録。CD3枚組仕様、オールカラーフォトブックレット付。同日ライブDVD&Blu-ray Disc「Aqua Timez FINAL LIVE 「last dance」」発売。

## 収録曲

### Disc1
1. Overture
2. 上昇気流
3. MASK
4. ALONES
5. Velonica
6. 生きて
7. つぼみ
8. 千の夜をこえて
9. 歩み
10. LOST PARADE
11. カルペ・ディエム

### Disc2
1. 等身大のラブソング
2. ヒナユメ
3. 小さな掌
4. メドレー （星の見えない夜～一瞬の塵～きらきら）
5. Fly Fish
6. 自転車
7. because you are you
8. last dance
9. 銀河鉄道の夜

### Disc3
1. しおり
2. 真夜中のオーケストラ
3. over and over
4. 決意の朝に
5. 手紙返信
6. 虹